# Tritonia pallida
Tritonia pallida är en irisväxtart som beskrevs av Ker Gawl. Tritonia pallida ingår i släktet Tritonia och familjen irisväxter.

## Underarter
Arten delas in i följande underarter:
- T. p. pallida
- T. p. tayloriae